# Beta-Amyloid-Immuntherapie
Die beta-Amyloid-Immuntherapie ist ein experimenteller Therapieansatz zur Behandlung der Alzheimer-Krankheit. Umgangssprachlich wird sie häufig Alzheimer-Impfung genannt. Es handelt sich allerdings nicht um ein Verfahren, das wie eine Impfung gegen Erreger einer Infektionskrankheit gerichtet ist.

## Hintergrund
Im Rahmen des Therapieansatzes wird davon ausgegangen, dass durch eine aktive oder passive Immunisierung gegen das Protein beta-Amyloid, den Bestandteil der für die Erkrankung typischen senilen Plaques, das Fortschreiten der Erkrankung verlangsamt werden kann. Tatsächlich konnte in einem Mausmodell der Alzheimer-Krankheit die aktive Immunisierung mit beta-Amyloid (Abeta42) bei jungen Tieren die Entwicklung neuritischer Plaques verhindern. Bei älteren Tieren war das Ausmaß der neuropathologischen Veränderungen zumindest reduziert. Da nach einer solchen Immunisierung in Mausmodellen auch Verbesserungen in Lernverhalten und Gedächtnisleistung erzielt werden konnten, richteten sich große Hoffnungen auf eine mögliche Übertragbarkeit dieser tierexperimentellen Ergebnisse auf den Menschen.
Mit röntgenkristallographischen Methoden wurde eine Konformationsstruktur innerhalb der N-terminalen Region von Aβ identifiziert, die an die Antikörper der TAP01-Familie gebunden ist. Ein Peptid, das diese Struktur nachahmt (TAPAS genannt) wurde 2021 vorgestellt. Tierversuche hierzu stehen noch aus.

## Anwendung beim Menschen
Erste klinische Studien, die von der Firma  Elan Corporation, dem Hersteller einer synthetischen Variante des beta-Amyloids (AN-1792), das zur Immunisierung verwendet wurde, initiiert worden waren, mussten jedoch wegen schwerer, teils tödlicher Nebenwirkungen abgebrochen werden. Bei der neuropathologischen Untersuchung der Gehirne verstorbener Studienteilnehmer ergab sich, dass durch die Immunisierung eine Entzündung des Gehirns und der Hirnhäute (Meningoenzephalitis) ausgelöst worden war. Gleichwohl konnte auch beim Menschen eine deutliche Reduktion der Plaques in bestimmten Hirnregionen nachgewiesen werden. Dieser Befund deutet darauf hin, dass die beta-Amyloid-Immuntherapie möglicherweise Bedeutung bei der Alzheimer-Erkrankung bekommen könnte, wenn es gelänge, die schwerwiegenden Nebenwirkungen zu vermeiden. Die Entwicklung neuer experimenteller Immunisierungstrategien ist daher ein wichtiger Gegenstand der Forschung geblieben. Unter der Bezeichnung Bapineuzumab haben die Firmen Wyeth und Elan Corporation einen gegen beta-Amyloid gerichteten monoklonalen Antikörper entwickelt. Die Wirksamkeit von Bapineuzumab wird derzeit in den USA im Rahmen einer klinischen Studie an Patienten mit beginnenden Symptomen der Alzheimer-Krankheit untersucht. Die US-Firmen Johnson & Johnson und Pfizer gaben bekannt, dass sie die klinische Entwicklung des Alzheimer-Medikaments Bapineuzumab einstellen. Der monoklonale Antikörper, der die beta-Amyloide aus dem Gehirn der Demenz-Patienten entfernen sollte, hat auch in einer zweiten Phase-III-Studie die Erwartungen nicht erfüllt.